# Ptilagrostis
Ptilagrostis is een geslacht uit de grassenfamilie (Poaceae). De soorten van dit geslacht komen voor in Azië en Noord-Amerika.

## Soorten
Van het geslacht zijn de volgende soorten bekend:
- Ptilagrostis alpina
- Ptilagrostis concinna
- Ptilagrostis czekanovskii
- Ptilagrostis dichotoma
- Ptilagrostis junatovii
- Ptilagrostis kingii
- Ptilagrostis luquensis
- Ptilagrostis macrospicula
- Ptilagrostis malyschevii
- Ptilagrostis minutiflora
- Ptilagrostis mongholica
- Ptilagrostis pellioti
- Ptilagrostis porteri
- Ptilagrostis purpurea
- Ptilagrostis roshevitsiana
- Ptilagrostis schischkinii
- Ptilagrostis subsessiliflora
- Ptilagrostis tianschanica
- Ptilagrostis tibetica